# Eleições presidenciais no Cazaquistão em 2022
A eleição presidencial cazaque de 2022 foi realizada, antecipadamente, em 20 de novembro de 2022 para eleger o presidente do Cazaquistão. Esta foi a sétima eleição presidencial realizada desde a independência do Cazaquistão em 1991.
Originalmente prevista para dezembro de 2024, o presidente Tokayev durante seu discurso anual sobre o Estado da Nação, realizado em setembro de 2022, após os protestos de janeiro e o subsequente referendo constitucional, pediu eleições presidenciais antecipadas a serem realizadas no outono deste ano, bem como o aumento do mandato presidencial para um mandato de sete anos não renovável por meio de emenda constitucional após a votação. A partir daí, Tokayev também anunciou sua intenção de inicialmente concorrer à reeleição em um segundo mandato de cinco anos. No entanto, isso levou à confusão e legalidade das propostas de Tokayev em relação ao seu mandato com especulações de que isso lhe permitiria servir mais de dois mandatos como presidente e, como resultado, Tokayev em 12 de setembro apelou ao Conselho Constitucional com sua proposta de lei de mandato presidencial de sete anos elaborada pelo partido governante, Amanat. Em 13 de setembro, o Conselho Constitucional em uma decisão decidiu a favor do pedido de Tokayev, e com a ratificação do Parlamento, as emendas propostas em 17 de setembro foram assinadas em lei por Tokayev. Ele então estabeleceu a data da eleição através de um decreto presidencial em 21 de setembro.
Um total de 12 candidatos foram nomeados para a presidência, com Tokayev sendo apoiado pela Coligação Popular, uma aliança eleitoral formada pelos partidos políticos pró-governo (Amanat, Ak Jol e o Partido Popular), bem como várias associações públicas. Nūrjan Ältaev, ex-deputado do Amanat legalista e membro da dividida Coligação das Forças Democráticas, foi impedido de concorrer como candidato da oposição depois de ter sido encontrado em falsificar o protocolo da sua nomeação presidencial pela associação pública Mũqalmas, deixando assim Nurlan Auesbaev, do Partido Social-Democrata Nacional, (que pela primeira vez disputa uma corrida presidencial) para se tornar o único adversário da oposição a Tokayev. O titular Kassym-Jomart Tokayev foi reeleito por uma vitória de 81,3% dos votos.

## Contexto
A eleição presidencial de 2019, viu o então presidente interino Kassym-Jomart Tokayev ser oficialmente eleito como o segundo presidente do Cazaquistão. Durante esse tempo, o presidente Tokayev, de acordo com numerosos comentaristas políticos e observadores, foi considerado um leal fiel a Nazarbayev com a intenção de garantir uma sucessão política para, eventualmente, transferir o poder para a filha mais velha de Nazarbayev, Dariga Nazarbayeva, que foi posteriormente nomeada como presidente do Senado cazaque, o cargo de mais alto escalão dentro da linha de sucessão presidencial. Nazarbayev continuou a ser visto como o líder de fato do Cazaquistão devido à sua presidência vitalícia do Conselho de Segurança, bem como carregando um título constitucional de "Elbasy" ("líder da nação"), o que lhe permitiu manter muitos dos poderes executivos pós-presidenciais e influência sobre o governo.
No entanto, Tokayev eventualmente começou a exercer sua própria influência política a partir de 2020 com a demissão de Dariga de seu cargo senatorial. Ele também chefiou a presidência da Assembleia do Povo e, mais tarde, o partido governante Amanat, que anteriormente eram ocupados pelo próprio Nazarbayev. Apesar do aumento dos autopoderes de Tokayev contraditórios com os de Nazarbayev, sua presidência foi criticada por estar ausente e aquém dos padrões internacionais e democráticos e traria pouca mudança geral para o Cazaquistão.

### Eleições legislativas de 2021
As eleições parlamentares para os Majilis foram realizadas em janeiro de 2021 pela primeira vez sob a presidência de Tokayev, onde várias leis antes da votação foram adotadas na tentativa de desenvolver um sistema multipartidário no Cazaquistão, que eram: reduzir um limite de filiação partidária para registro, formação de uma oposição parlamentar, e estabelecer uma cota obrigatória de 30% de mulheres e jovens dentro da lista do partido, e estabelecimento de uma cota obrigatória de 30% de mulheres e jovens dentro da lista do partido. Embora nenhum partido político tenha sido registrado em resultado, assim, deixando apenas seis partidos registrados no total para concorrer nas eleições legislativas com um único partido de oposição qualificada, o Partido Social-Democrata Nacional, boicotando a votação.
Apesar das promessas anteriores do presidente Tokayev para um sistema multipartidário e expressando esperanças de que diferentes partidos entrem no Parlamento, a composição do parlamento recém-eleito praticamente permaneceu a mesma, ao contrário de 2016, com o partido governante Nur Otan ainda mantendo seu controle majoritário do Majilis com a Organização para a Segurança e Cooperação na Europa criticando a votação como sendo pouco competitiva com a falta de escolha genuína. As eleições legislativas de 2016 também viram o retorno de Nazarbayeva como deputada de Majilis, o que alimentou especulações mais uma vez sobre a influência pós-presidencial e a sucessão política de Nazarbayev. Como o parlamento se reuniu em 15 de janeiro, Tokayev em um determinado discurso revelou um terceiro pacote de reformas que visavam promover o desenvolvimento do sistema político cazaque e melhorar os mecanismos de proteção dos direitos humanos.

### Recuperação pós-pandemia e crescente descontentamento social
A pandemia de COVID-19 no Cazaquistão trouxe uma série de convulsões socioeconômicas, educacionais, de saúde e políticas. Em resposta, o governo cazaque introduziu uma série de medidas para combater a crise e lidar com os efeitos da pandemia, com a Human Rights Watch em resposta alegando que a COVID-19 tinha "elevado a desigualdade" e pediu ao governo cazaque que "expandisse urgentemente os programas de socorro e fornecesse proteção social mais forte".
No início de 2021, a vacinação começou no Cazaquistão, que inicialmente se saiu mal devido ao ceticismo e desconfiança do público. Para acelerar a absorção de vacinas, o governo cazaque introduziu requisitos obrigatórios de vacinação, testes e passes de saúde em ambientes públicos que receberam resultados mistos, pois aumentaram as taxas de vacinação no Cazaquistão, embora prejudicados pelo uso maciço de passaportes fraudulentos de vacinas e pessoas não vacinadas sendo contadas erroneamente como vacinadas. A política controversa também foi recebida com protestos antivacinas não sancionados que ocorreram em várias cidades.
Embora a economia cazaque, afetada pela pandemia de COVID-19 devido aos baixos preços do petróleo e à atividade doméstica, tenha começado a se recuperar no final de 2020 e, eventualmente, atingir sua taxa de crescimento real do PIB pré-pandemia de 3,5% em outubro de 2021, o Cazaquistão também enfrentou o aumento da inflação, com o custo dos alimentos sendo o mais impactado. Com a taxa de inflação em torno de 8,5% no final de 2021, ela cresceu acentuadamente a partir da primavera de 2022 como resultado do aumento dos preços, o que levou a um aumento das greves trabalhistas, especialmente no oeste do Cazaquistão a partir de 2021 e, no verão daquele ano, a situação estava aparentemente se tornando preocupante com o Rastreador de Protestos da Ásia Central da Sociedade Oxus registrando mais greves do que nos anos de 2018 a 2020, indicando um aumento do descontentamento social.

### Protestos de janeiro de 2022
Com o aumento do custo de vida e o descontentamento social, as perspectivas situacionais sofreram uma reviravolta a partir de 2022, quando protestos eclodiram na cidade produtora de petróleo de Zhanaozen em 2 de janeiro por causa de um súbito aumento acentuado sobre o preço do gás liquefeito de petróleo (GLP). Antes disso, o governo cazaque subsidiava o combustível doméstico e estava em um processo de elevação do teto de preços e fazendo com que o custo do GLP fosse determinado por um mercado digital, um movimento que essencialmente levou a um aumento nos preços do GLP que impactou esmagadoramente os proprietários de veículos da região de Mangghystau, pouco rica.
Enquanto os protestos que ocorreram no oeste do Cazaquistão no início foram essencialmente discretos e de pequena escala, com as demandas de simplesmente reduzir o custo do GLP, a eventuais apelos por reformas políticas e socioeconômicas, enquanto o descontentamento logo se espalhou rapidamente para outros lugares. Em uma tentativa de apaziguar o público, o presidente Tokayev ordenou que o governo restabelecesse um teto de preços de seis meses para GLP, gasolina, diesel e produtos alimentícios básicos, além de incluir uma moratória sobre os preços dos serviços públicos domésticos, juntamente com um subsídio de aluguel para residentes de baixa renda. Ele também pediu aos cidadãos cazaques que não perturbem a ordem pública e que todas as demandas legítimas dos manifestantes sejam consideradas. No entanto, as concessões de Tokayev não conseguiram subjugar a raiva e, na terceira noite, as manifestações se transformaram em tumultos que começaram na maior cidade do país, Almati, onde violentos confrontos eclodiram entre manifestantes e forças do governo, levando a tiros e saques ocorrendo em toda a cidade. Vários edifícios governamentais em todo o Cazaquistão foram invadidos e incendiados, bem como relatos de apagões na Internet, aos quais, em resposta à anarquia generalizada, levaram Tokayev a decretar um estado de emergência e demitir o governo do primeiro-ministro Askar Mamin. Ele também solicitou à Organização do Tratado de Segurança Coletiva uma intervenção de manutenção da paz e autorizou a força mortal a ser usada contra os manifestantes como parte da "operação antiterrorista".
As consequências dos protestos supostamente deixaram 225 pessoas mortas e mais de 2.600 feridas, bem como o valor estimado de mais de US$ 2 bilhões em danos. Devido à sua gravidade, a revolta tornou-se infamemente conhecida como "Janeiro Sangrento". Muitos grupos locais e internacionais de direitos humanos relataram o uso subsequente pelo governo cazaque de tortura, maus-tratos e mortes sob custódia nas prisões para mais de 10.000 detidos, que incluíam manifestantes, jornalistas, ativistas de direitos humanos e transeuntes. Durante esse período, o governo cazaque foi criticado por não conduzir uma investigação independente adequada das mortes de civis durante os distúrbios e, essencialmente, recusou-se a publicar a lista oficial de vítimas da agitação até agosto de 2022, que apenas previa os sobrenomes e as iniciais dos nomes das vítimas, em vez de uma informação totalmente detalhada e, por sua vez, elevou o número de mortos.
O próprio presidente Tokayev acusou a agitação de janeiro como sendo uma "tentativa de golpe de Estado" que foi infiltrada por 20.000 terroristas apoiados por estrangeiros de países vizinhos da Ásia Central, Afeganistão e Oriente Médio, uma alegação que foi rejeitada por numerosos especialistas políticos e analistas, pois nenhuma evidência mostrou de quaisquer sinais de envolvimento estrangeiro dentro dos protestos. Outros sugeriram uma luta pelo poder orquestrando a agitação, com o ex-presidente Nazarbayev e seu sucessor Tokayev sendo os principais atores do conflito. Um dos principais sinais visíveis veio com a demissão de Nazarbayev de sua posição vitalícia no Conselho de Segurança. No entanto, o próprio Nazarbayev negou quaisquer alegações de alegado conflito de elite para o qual ele as descreveu como sendo rumores.
Apesar das garantias de Nazarbayev em descartar as especulações de luta pelo poder, Tokayev começou uma série de expurgos e repressões contra vários funcionários que eram vistos como leais a Nazarbayev, começando com a prisão do ex-primeiro-ministro e presidente do Comitê de Segurança Nacional Karim Masimov, quando ele foi acusado de traição. O vice de Masimov e sobrinho de Nazarbayev, Samat Abish, também foi demitido da UQK. Outros funcionários que eram parentes de Nazarbayev enfrentaram demissões de vários papéis de liderança da empresa, nos quais a Eurasianet descreveu os resultados como parte da "Desnazarbayenificação". Outro movimento veio dentro do parlamento em fevereiro de 2022, de onde uma série de projetos de lei foram aprovados que garantiram totalmente o fim da presidência vitalícia de Nazarbayev do Conselho de Segurança e da Assembleia do Povo. Dariga Nazarbayeva, que foi anteriormente eleita deputada em 2021, também renunciou ao seu assento no Majilis.

### Referendo constitucional de 2022 e especulações de eleições antecipadas
Após a revolta de 2022, o presidente Tokayev no Discurso do Estado da Nação de março de 2022 anunciou reformas políticas e constitucionais para reduzir seus poderes executivos e conceder ao Parlamento mais autoridade. Para isso, ele iniciou um referendo constitucional que alteraria 33 dos 98 artigos do documento. Durante o processo de elaboração, várias mudanças controversas foram propostas que teriam retirado o russo como a língua oficial, bem como concedido ao ex-presidente Nazarbayev um novo título como sendo o "fundador do Cazaquistão independente", que foi descartado devido à extensa reação pública. Ao longo da campanha, as emendas propostas e a realização de um referendo constitucional foram virtualmente apoiadas por todos os partidos políticos pró-governo, instituições estatais, ONGs, figuras públicas e estadistas, enquanto a oposição criticou o referendo por seu custo financeiro, curto prazo para a campanha e falta de diálogo entre o governo cazaque e os cidadãos durante a elaboração. As mudanças constitucionais no final foram oficialmente aprovadas por 77,2% dos eleitores.
A realização de um referendo constitucional em 2022 foi vista por analistas políticos como uma tentativa de aumentar a legitimidade do presidente Tokayev e potenciais ambições de segundo mandato. O cientista político Dosym Satpaev descreveu o referendo como um "miniensaio das próximas eleições presidenciais", enquanto que, de acordo com Gaziz Abishev, cientista político e editor-chefe do Turan Times, sugeriu a possibilidade de uma eleição presidencial antecipada ocorrer até o final de 2022, embora observando que a medida reduziria a duração de Tokayev no cargo em alguns anos e, em vez disso, sugerindo para a eleição presidencial antecipada sendo realizada em 2023 ou no início de 2024, o mais tardar, para deixar "ampla margem de manobra" por Tokayev. O próprio presidente do Senado, Mäulen Äşimbaev, em declarações às eleições presidenciais antecipadas que estão sendo realizadas no outono de 2022, chamou as especulações de "rumores infundados", dizendo que "as eleições serão realizadas dentro de um certo período de tempo [e] tudo será realizado de acordo com a lei".

### Discurso do Estado da Nação e anúncio de eleições antecipadas
Em 1º de setembro de 2022, durante o Discurso do Estado da Nação, o presidente Tokayev anunciou eleições presidenciais antecipadas que ocorrerão no outono daquele ano, insistindo que um "novo mandato de confiança do povo" é necessário como base de sua decisão.
De acordo com o artigo 51.º da Lei Constitucional "Sobre as Eleições", uma eleição presidencial antecipada realiza-se por decisão do Presidente e deve realizar-se no prazo de dois meses a contar da data da sua nomeação. Em relação às especulações sobre a data exata em que as eleições seriam realizadas, o cientista político Daniar Äşimbaev, ao levar em conta a campanha eleitoral, sugeriu 20, 24 de novembro ou 4 de dezembro como sendo as datas prováveis para a eleição presidencial de 2022. Enquanto KazTAG  aludiu 13 de novembro sendo o dia da eleição, como uma entrevista com a deputada do Partido Popular Irina Smirnova quando perguntado se os candidatos tinham tempo para se preparar para eleições antecipadas ao que, em resposta Smirnova afirmou que quaisquer partidos ou movimentos devem estar sempre preparados para a candidatura e insinuou que as pesquisas cairiam em uma data de domingo.
Em 21 de setembro de 2022, o presidente Tokayev assinou um decreto presidencial, estabelecendo o domingo, 20 de novembro, como o dia da eleição. Em seu discurso à nação, Tokayev prometeu que a eleição levaria a "uma redefinição radical de todo o sistema político" e que seria conduzida sob "estrita conformidade com a lei", sendo "justa, aberta e com a ampla participação de observadores nacionais e internacionais".

## Sistema eleitoral

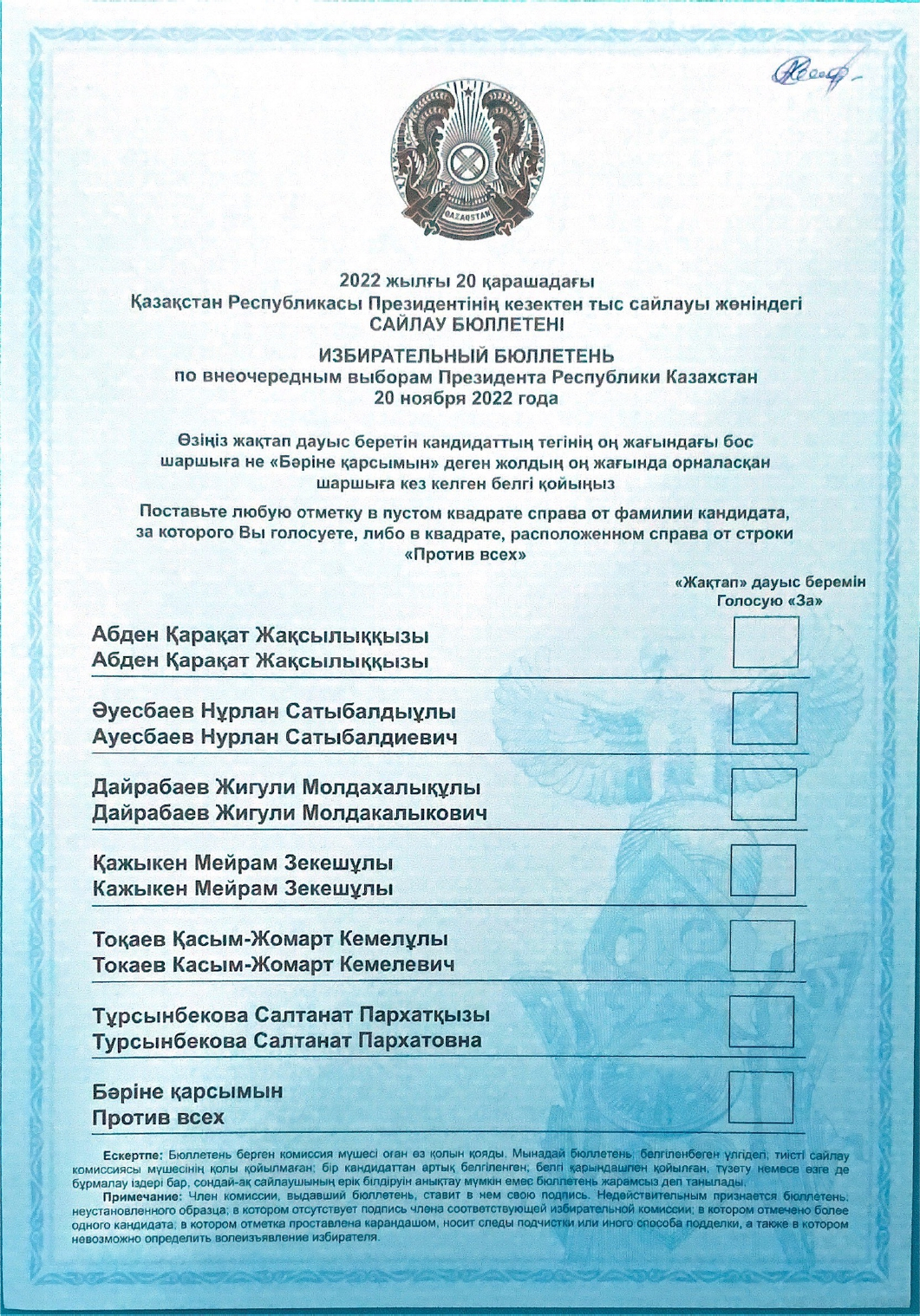
Folha de votação da eleição presidencial cazaque de 2022

O presidente do Cazaquistão é eleito utilizando sistema de dois turnos; se mais de dois candidatos presidenciais forem incluídos na cédula de votação e ninguém receber a maioria dos votos no primeiro turno, um segundo turno é realizado entre os dois principais candidatos o mais tardar dois meses após o primeiro turno. Se a eleição presidencial for declarada nula e sem efeito ou não tiver determinado o vencedor, a Comissão Eleitoral Central (CEC) pode agendar uma nova eleição o mais tardar dois meses após a realização de uma votação inicial.
De acordo com o artigo 41 da Constituição, um cidadão do Cazaquistão por nascimento deve ter pelo menos 40 anos de idade, ter um mínimo de cinco anos de experiência trabalhando no serviço público ou cargos eleitos, ser fluente na língua do Estado e ser um residente do Cazaquistão nos últimos 15 anos, para ser eleito e servir como presidente. O direito de nomear candidatos presidenciais nos termos do artigo 55.º da Lei Constitucional "Sobre as Eleições" é reservado apenas às associações públicas republicanas registadas.
O artigo 51.º da Lei Constitucional "Sobre as Eleições" estabelece o primeiro domingo de dezembro como data geral para as eleições presidenciais, nas quais teria originalmente ocorrido em 1 de dezembro de 2024, uma vez que o mandato de cinco anos de Tokayev estava previsto para terminar até então.

## Candidatos
O artigo 54.º da Constituição estipula que a Comissão Eleitoral Central (CEC) estabelece o cumprimento de um candidato presidencial como requisitos estabelecidos na Constituição e na Lei Constitucional "Sobre as Eleições" no prazo de cinco dias a contar da data de apresentação do extrato do órgão supremo de uma reunião da associação pública republicana sobre a nomeação do candidato, bem como o seu consentimento para concorrer à presidência com o documento que certifica a pagamento de uma taxa eleitoral.  O candidato presidencial deve depositar uma taxa eleitoral no valor de 50 salários-mínimos estatutários (3 milhões de tenge) na conta da CEC. Os candidatos receberão um pagamento por terem sido eleitos como presidente ou receberem pelo menos cinco por cento da parcela de votos, como no caso da morte do candidato. Em todos os outros casos, a taxa não é reembolsável e é transferida para as receitas do orçamento nacional.

### Registrados
O CEC realiza o registo de candidatos qualificados mediante a apresentação dos documentos necessários que incluem extratos da reunião do órgão supremo de uma associação pública, o consentimento participativo de um candidato, assinaturas de apoio recolhidas pelos cidadãos, dados biográficos de um candidato, declarações de bens e passivos pelo candidato e seu cônjuge, confirmação de uma taxa eleitoral depositada, bem como exames médicos sobre o estado de saúde do candidato.
O registo dos candidatos teve lugar a partir de dois meses antes das eleições na sequência da nomeação e apresentação de documentos ao CEC e terminou às 18h00, hora local, quarenta dias (21 de outubro) antes do dia da eleição. A CEC registou um total de seis candidatos, sendo duas mulheres e quatro homens, um funcionário público, um representante do setor comercial, quatro representantes do setor não governamental e um representante de um partido político.
| Candidato             | Partido político | Partido político                 | Cargo público                             | Data de inscrição     |
| --------------------- | ---------------- | -------------------------------- | ----------------------------------------- | --------------------- |
| Kassym-Jomart Tokayev |                  | Independente (Coligação Popular) | Presidente do Cazaquistão (2019-presente) | 12 de outubro de 2022 |
| Meiram Qajyken        |                  | AKD                              | Sem cargo público prévio                  | 15 de outubro de 2022 |
| Jiguli Dairabayev     |                  | Auyl                             | Membro do Conselho Supremo (1993-1995)    | 17 de outubro de 2022 |
| Qaraqat Äbden         |                  | KÄQŪA                            | Membra do Conselho de Astana (2016-2021)  | 19 de outubro de 2022 |
| Saltanat Tursynbekova |                  | QA–DJ                            | Sem cargo público prévio                  | 20 de outubro de 2022 |
| Nurlan Auesbaev       |                  | PSDN                             | Sem cargo público prévio                  | 20 de outubro de 2022 |

### Rejeitados
| Candidato           | Partido político    | Cargo público                  | Data de inscrição      |
| ------------------- | ------------------- | ------------------------------ | ---------------------- |
| Inga Imanbai        | Partido Democrático | Sem cargo público prévio       | 29 de setembro de 2022 |
| Balli Marzec        | Independente        | Sem cargo público prévio       | 29 de setembro de 2022 |
| Hairolla Ğabjalilov | Independente        | Sem cargo público prévio       | 11 de outubro de 2022  |
| Talgat Erğaliev     | Independente        | Membro do Mazhilis (2012-2016) | 10 de outubro de 2022  |
| Fátima Bizaqova     | Independente        | Sem cargo público prévio       | 11 de outubro de 2022  |

## Debates
Em 21 de outubro de 2022, a Comissão Eleitoral Central (CEC) anunciou a realização de debates presidenciais que estavam programados para serem transmitidos na Agência Khabar. Antes da estreia em 9 de novembro, foi revelado que a participação em debates estaria aberta aos cidadãos cazaques sob o programa especial da Agência Khabar , "Pergunte a um Candidato!", com os eleitores tendo a oportunidade até 10 de novembro de encaminhar a um candidato qualquer pergunta através de uma mensagem de vídeo de um minuto para a Agência Khabar.
Os debates televisionados ocorreram em 11 de novembro de 2022, onde quase todos os candidatos participaram, com exceção do presidente Tokayev, que fez uma visita de trabalho a Samarcanda, no vizinho Uzbequistão, no mesmo dia, com ele sendo representado por Erlan Qoşanov. O debate consistiu em quatro rodadas, com a primeira etapa do debate, cada candidato ao lado de seus atuais substitutos apresentando suas propostas eleitorais e foi seguido pela segunda etapa, onde os candidatos receberam 30 segundos para fazer perguntas a dois de seus oponentes escolhidos, que receberam dois minutos para responder aos seus respectivos questionadores. Na terceira etapa do debate presidencial, os participantes responderam recebendo gravações de vídeo dos eleitores de perguntas, que foi então prosseguida para a quarta e última etapa, onde os candidatos fizeram seu próprio discurso diretamente ao eleitorado.
| Data           | Organização    | Local  | Mediação                         | Tokayev | Äbden    | Dairabayev | Äuesbaev | Tursynbekova | Qajyken  |
| -------------- | -------------- | ------ | -------------------------------- | ------- | -------- | ---------- | -------- | ------------ | -------- |
| 11 de novembro | Agência Khabar | Astana | Maqsat Tolyqbai e Laura Jakupova | Ausente | Presente | Presente   | Presente | Presente     | Presente |

## Resultados
| Candidato                              | Partido                                | Votos      | %     |
| -------------------------------------- | -------------------------------------- | ---------- | ----- |
| Kassim-Jomart Tokayev                  | Coligação Popular                      | 6 456 392  | 81,31 |
| Jiguli Dayrabayev                      | Auyl                                   | 271 641    | 3,42  |
| Qaraqat Äbden                          | Independente                           | 206 206    | 2,60  |
| Meiram Qajyken                         | Independente                           | 200 907    | 2,53  |
| Nurlan Auesbayev                       | Partido Social-Democrata Nacional      | 176 116    | 2,22  |
| Saltanat Tursynbekova                  | Independente                           | 168 731    | 2,12  |
| Contra todos                           | Contra todos                           | 460 484    | 5,80  |
|                                        |                                        |            |       |
| Votos válidos                          | Votos válidos                          | 7 940 477  | 95,67 |
| Votos inválidos ou em branco           | Votos inválidos ou em branco           | 359 569    | 4,33  |
| Total de votos                         | Total de votos                         | 8 300 046  | 100,0 |
| Eleitores registrados e comparecimento | Eleitores registrados e comparecimento | 11 953 465 | 69,44 |
| Fonte:CEC                              |                                        |            |       |